# Fort de l'Alycastre
Le fort de l'Alycastre est un des forts des îles d'Hyères construits sous Richelieu (vers 1640) à Porquerolles. La tour carrée à base pyramidale était à l'origine percée d'embrasures à canons qui étaient disposés sur la terrasse du premier étage à ciel ouvert. Par la suite, diverses modifications furent apportées pour adapter le bâtiment à l'évolution de l'armement et de l'art de la guerre. Finalement, la tour à canons d'origine se transforme sous l'Empire (1811-1814) puis au cours du XIXe siècle en un réduit pour les hommes servant les batteries principales redisposées à l'extérieur. Lors de cette évolution, le premier étage de la tour est voûté en briques et la terrasse « à l'épreuve » est reportée un niveau plus haut. Le mur d'enceinte extérieur « en étoile » est arasé et épaissi côté mer pour protéger les pièces d'artillerie redisposées derrière (tir à barbette). Le corps de garde extérieur est construit.
Ayant subi toutes ces évolutions, l'ouvrage est aujourd'hui le résultat complexe de son histoire. L'état général est plutôt moyen, aggravé par endroits par l'érosion éolienne et hydraulique minante. Des bénévoles de l'association Chantiers Histoire et Architecture Médiévales ont participé à la restauration du fort au cours de l'année 1993.
Propriété de l'État français, il est inscrit monument historique depuis le 14 décembre 1927.